# سامسونج SGH-i600
سامسونج SGH-i600 هو هاتف محمول من إلكترونيات سامسونج يعمل بنظام ويندوز موبايل.

## الخصائص
- نظام التشغيل: ويندوز موبايل
- الشاشة: 320 × 240
- الوزن: 105 غرام
- المعالج: 220 ميجا هرتز
- الذاكرة: 192 ميجابايت

## التاريخ
سامسونج SGH-I600 هو و الهاتف الذكي تشغيل بالم

## وصلات خارجية
- الموقع الرسمي